# Manuel Muñoz Cortés
Manuel Muñoz Cortés (* 25. Juli 1915 in Badajoz; † 28. August 2000 in Murcia) war ein spanischer Romanist, Linguist und Hispanist.

## Leben und Werk
Muñoz Cortés studierte in Salamanca sowie bei Dámaso Alonso und Rafael Lapesa in Madrid (Abschluss 1940). Schon 1936 hatte er auf Einladung von Ramón Menéndez Pidal ein Forschungsstipendium an dessen Institut wahrgenommen. Von 1941 bis 1942 war er Lektor für Spanisch an der Universität Münster und nutzte den Deutschlandaufenthalt für Besuche bei den bedeutenden deutschen Romanisten. 1946 wurde er von der Universität Madrid promoviert mit der Arbeit El barroquismo de Quevedo. Aportaciones a su estudio en el juego de palabras und war von 1950 bis 1986 Professor in Murcia (ab 1983 auch Dekan), ferner von 1961 bis 1963 Gastprofessor an der Sorbonne. Von 1972 bis 1982 war er Leiter des Spanischen Kulturinstituts (Instituto español de cultura) in München (heute Instituto Cervantes). Er gehörte zu den Gründungsmitgliedern des Europäischen Spanischlehrerverbandes (Asociación Europea de Profesores de Español, AEPE, später aufgegangen im Weltverband Federación Internacional de Asociaciones de Profesores de Español, FIAPE) und war dessen langjähriger Generalsekretär. Muñoz Cortés war korrespondierendes Mitglied der Real Academia Española (1953) und der Real Academia de la Historia (1986) sowie Mitglied der 1940 gegründeten Real Academia Alfonso X el Sabio in Murcia (1955). Am 15. Juni 2015 veranstaltete die Universität Murcia ein Gedenken zu seinem 100. Geburtstag.

## Werke
- (Hrsg.) Pedro de Ribadeneira, Antología, Madrid, Ediciones FE, 1942.
- Filología e Historia, ohne Ort, Escorial, 1942.
- (Hrsg.) Luis Vélez de Guevara, Reinar después de morir, y El diablo está en Cantillana, Madrid, Espasa-Calpe, 1948, 1959, 1969.
- (Hrsg.) Juan Pablo Forner, El asno erudito, Valencia, Castalia, 1948.
- (Übersetzer) Walther von Wartburg, La fragmentación lingüística de la Romania, Madrid, Gredos, 1952, 1971, 1979.
- El español vulgar. Descripción de sus fenómenos y métodos de corrección, Madrid, Ministerio de Educación Nacional, 1958.
- Escritores extranjeros contemporáneos, Valencia, E. López Mezquida, 1958.
- (Hrsg. mit Charles Vincent Aubrun) Lope de Vega, La Circe. Poema, Paris, Institut d’études hispaniques, 1962.
- (Übersetzer) Robert Ricard, Estudios de literatura religiosa española, Madrid, Gredos, 1964.
- Sobre Azorín,  Murcia, Departamento de Español, Universidad de Murcia, 1973.
- (mit Renate Trumpp) Repertorio de hispanistas de la República Federal de Alemania, München, 1980.
- Estudios de estilística textual, Murcia, Secretariado de Publicaciones e Intercambio Científico, Universidad de Murcia, 1986.